# Parallel Distributed Processing
Parallel Distributed Processing (kurz: PDP) ist eine u. a. in künstlichen neuronalen Netzen angewendete Theorie in Weiterentwicklung des Konnektionismus (siehe: Kognitionspsychologie und Neuroinformatik).
Es handelt sich um einen Theorieansatz der Informationsverarbeitung in neuronalen Netzen, der besonders die über die vernetzten neuronalen Elemente hinweg bestehenden Aktivationsmuster betrachtet.
Im wissenschaftlichen Diskurs um die Forschung der Wahrnehmungspsychologie haben James L. McClelland und David E. Rumelhart bereits 1981 ein neuartiges Modell zur neurologischen Erklärung der visuellen Mustererkennung (in diesem Fall: Buchstabenerkennung) vorgeschlagen. Sie entwarfen hierzu ein Netzwerkmodell, das auf dem Prinzip der Kombination von Stimulus- und Kontextinformation in der visuellen Verarbeitung basiert. Das Verhalten dieses Netzes hängt stark von Aktivationsausbreitungsmechanismen ab, wobei zwischen exzitatorischen und inhibitorischen Prozessen unterschieden wird.
Massaro (1989) kritisiert am PDP-Modell, dass es zu unempfindlich auf Effekte der Stimulusinformation reagiere, wenn diese der Kontextinformation zuwiderliefen.